# キン肉マン THE LOST LEGEND
『キン肉マン THE LOST LEGEND』（キンにくマン ザ・ロスト・レジェンド）は、2021年10月8日から12月10日まで毎週金曜 23時30分 - にWOWOWプライムで放送されたテレビドラマ。主演は眞栄田郷敦。

## 概要
漫画『キン肉マン』の実写映画化の謎に迫る俳優たちの奮闘を描くドラマで、出演者はゲストも含めて全員本人役で出演する、モキュメンタリーの構成となっている。
第2・3話では眞栄田の実父・千葉真一の顔写真が登場したことから、エンディングに「Special Thanks」名義で千葉のクレジットが記載されている。

## ストーリー
2019年11月、漫画『キン肉マン』の実写化映画『MUSCLEMAN』の企画製作が進む中、制作発表前日になって製作チームが突然のトラブルに見舞われる。実はこの映画の実写化には隠された過去があり、主人公を演じる眞栄田は共演者たちと協力して、この映画の実写化に纏わる不可思議な現象の謎を追い始める。

## キャスト
- 眞栄田郷敦（ウォーズマン：実写化映画「MUSCLEMAN」配役） - 眞栄田郷敦
- 玉城ティナ（ミート君：実写化映画「MUSCLEMAN」配役） - 玉城ティナ[1]
- 園子温（実写化映画「MUSCLEMAN」監督） - 園子温[1]
- 綾野剛（ロビンマスク：実写化映画「MUSCLEMAN」配役 / プロデューサー） - 綾野剛[3]
- 磯村勇斗（実写化映画「MUSCLEMAN」キン肉スグル役だったが直前に降板） - 磯村勇斗

## スタッフ
- 監督 - 松江哲明
- 構成 - 竹村武司、大江崇允
- 音楽 - フジモトヨシタカ
- 特技演出 - 中川和博
- アクション監督 - 田渕景也
- 撮影 - 戸田義久、池田直矢、武井俊幸
- 録音 - 山本タカアキ、伊豆田廉明
- VFXスーパーバイザー - 小坂一順
- 編集 - 今井大介
- スタイリスト - 都甲マナミ、大嶋佐保
- ヘアメイク - AIKO
- 企画協力 - ゆでたまご
- プロデューサー - 長谷川徳司（WOWOW）、山本晃久、涌田秀幸（C&Iエンタテインメント）
- 制作協力 - C&Iエンタテインメント
- 製作 - WOWOW

## 放送日程
| 各話   | 放送日   | 脚本     |
| ------ | -------- | -------- |
| 第1話  | 10月08日 | 竹村武司 |
| 第2話  | 10月15日 |          |
| 第3話  | 10月22日 |          |
| 第4話  | 10月29日 |          |
| 第5話  | 11月05日 |          |
| 第6話  | 11月12日 |          |
| 第7話  | 11月19日 |          |
| 第8話  | 11月26日 |          |
| 第9話  | 12月03日 |          |
| 最終話 | 12月10日 |          |